# Ringebu
Ringebu è un comune norvegese della contea di Innlandet, distretto di Gudbrandsdalen.